# Acrobaat

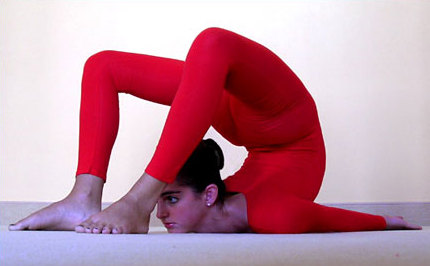
Contortie is een bijzondere vorm van acrobatiek

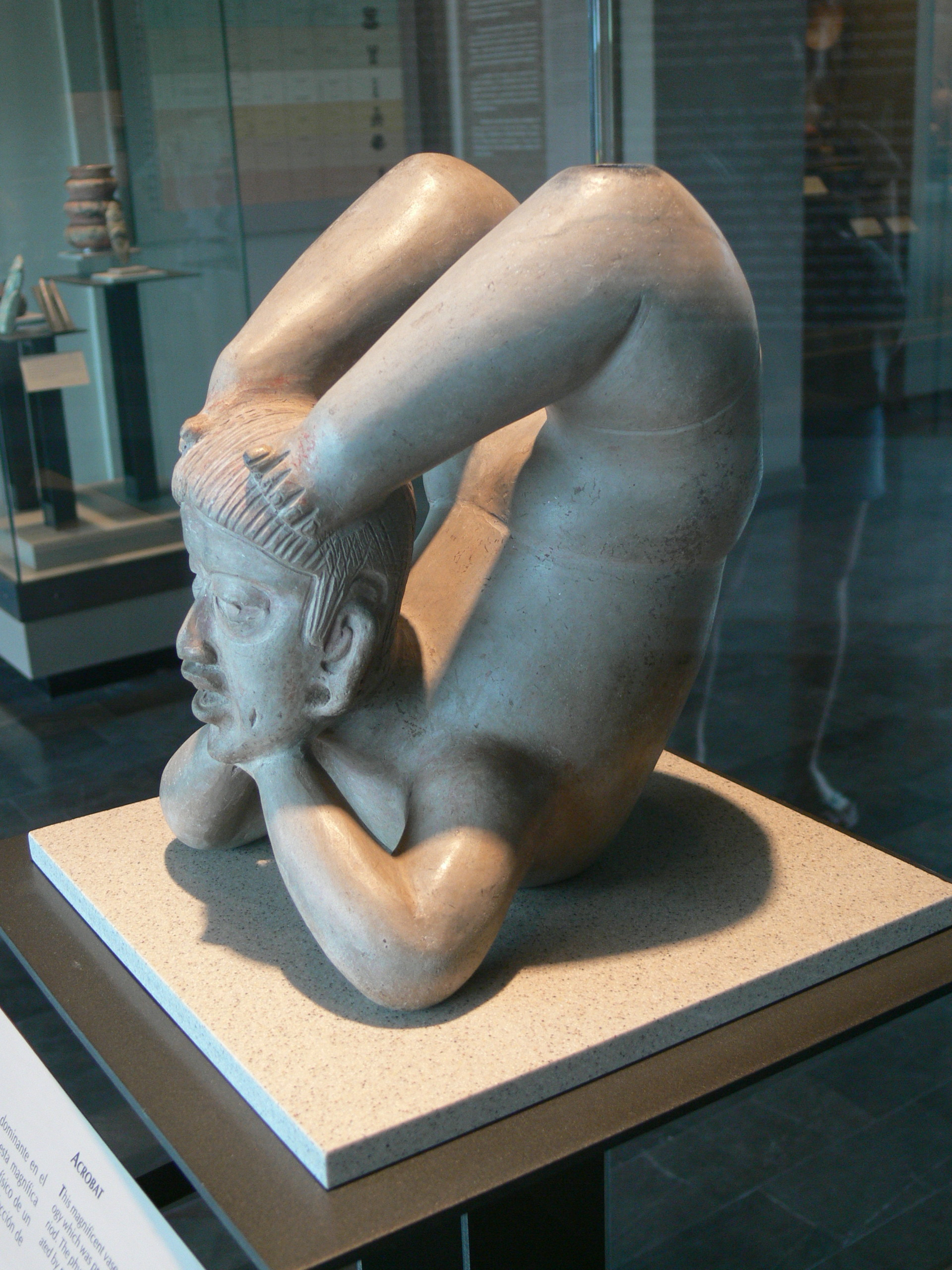
Acrobaat, Nationaal Museum van Antropologie, Mexico-Stad

Een acrobaat (van het Griekse άκρος‚ hoog, en βαίνειν‚ wandelen) is een artiest die met zijn of haar behendigheid het publiek weet te boeien. Vaak treden acrobaten op in een circus.
Acrobaten zwaaien aan de trapeze, kunnen koorddansen of voeren andere kunsten uit waarbij lenigheid en een goed gevoel voor evenwicht is vereist. Door de hoogte waarop zij meestal werken maken zij indruk op de aanwezigen.
In Nederland wordt de term acrobatiek veelal gebruikt als synoniem voor 'parterre acrobatiek': het opbouwen van trucs vanaf de grond met twee of meer personen. Het maken van een gezamenlijke balans is hierbij het doel, door inzet van elkaars gewicht, sprongkracht en zogenaamde tempo's.

## Galerij

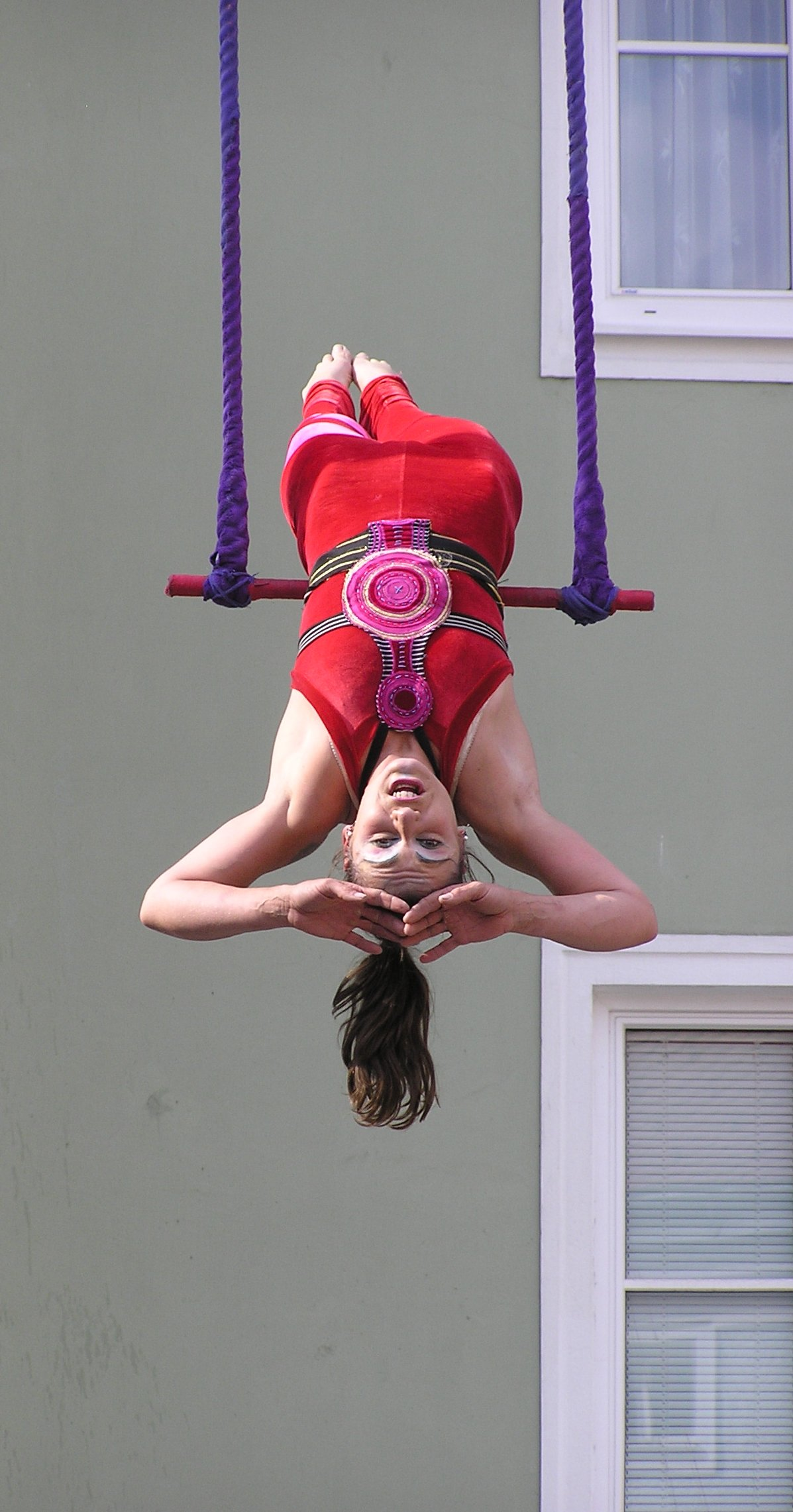
Rekstokacrobatiek (trapeze)
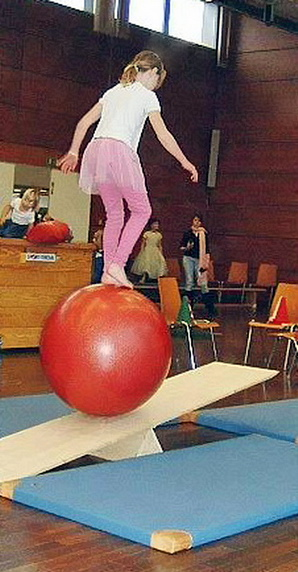
Evenwichtskunst
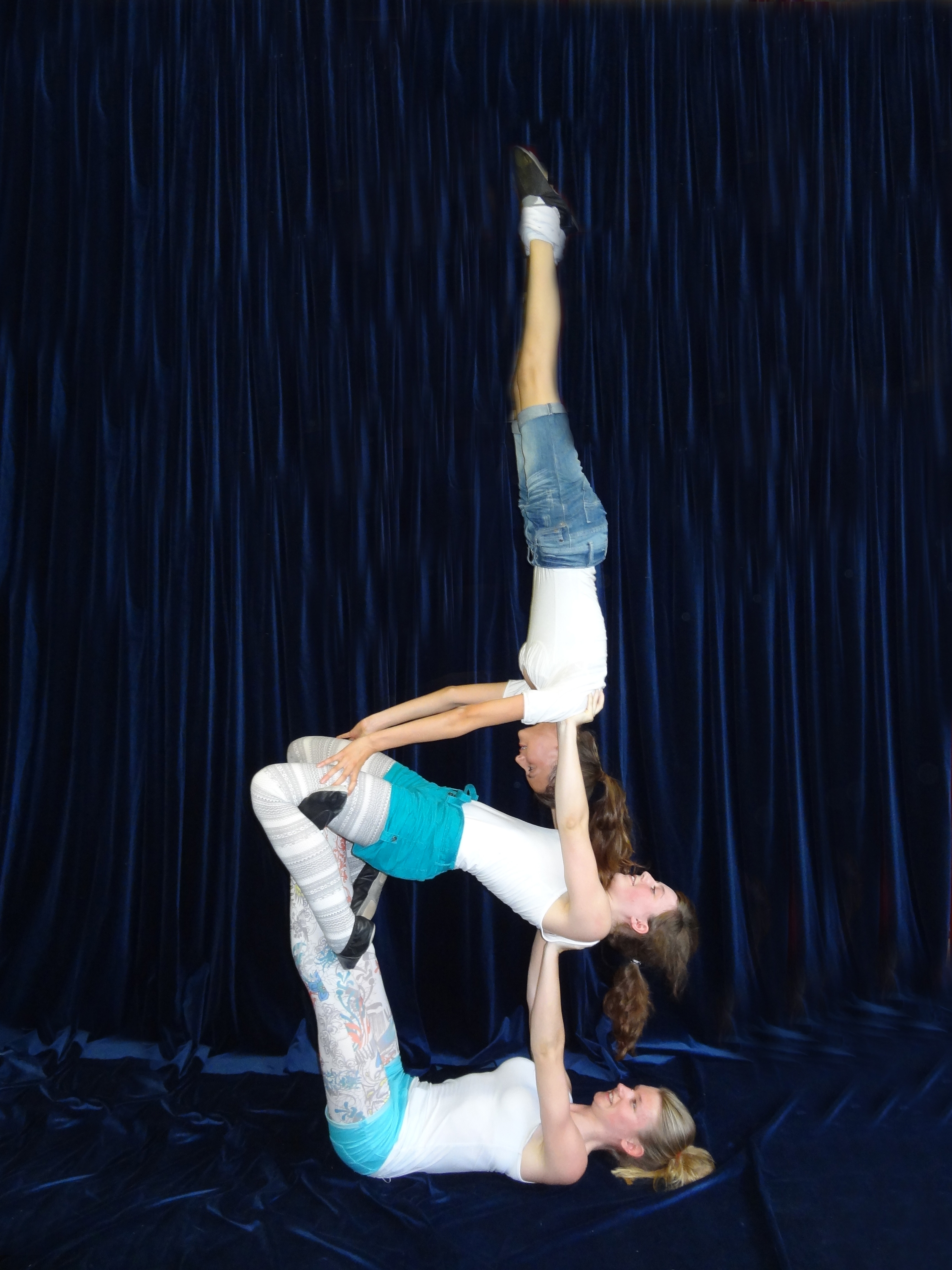
Trio acrobatiek
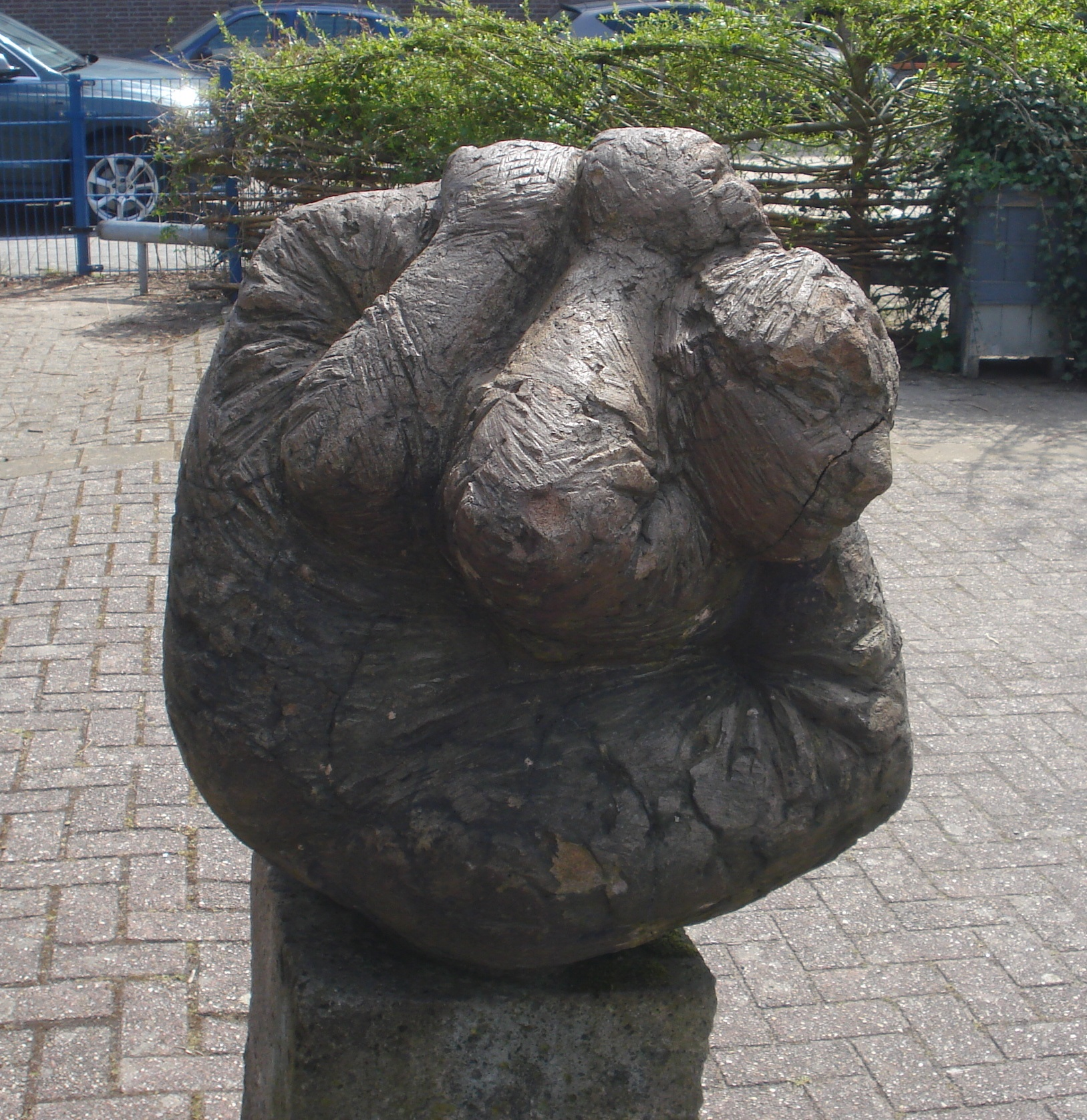
Acrobaat, kunstwerk in Rotterdam
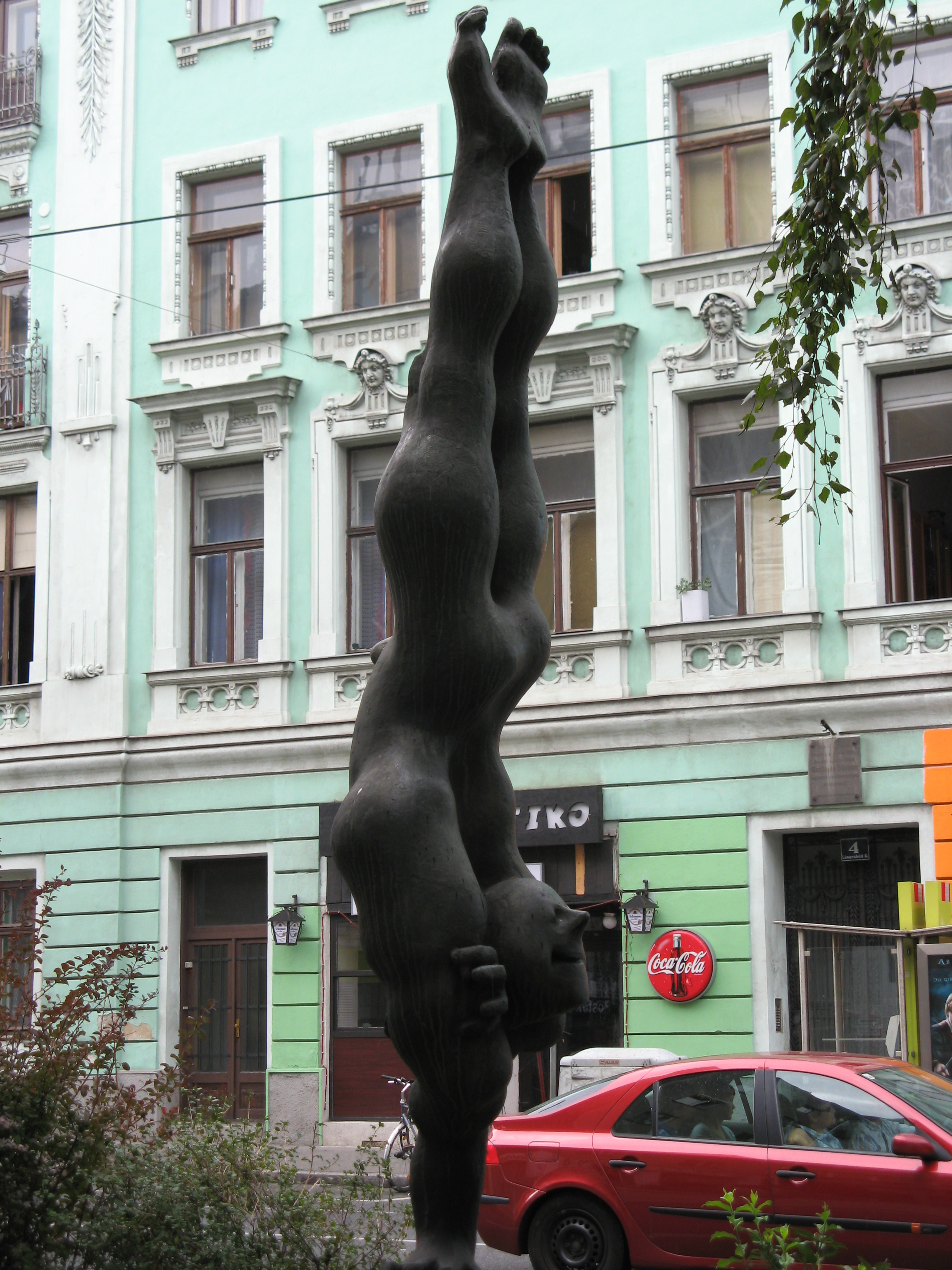
Acrobaat, kunstwerk in Wenen
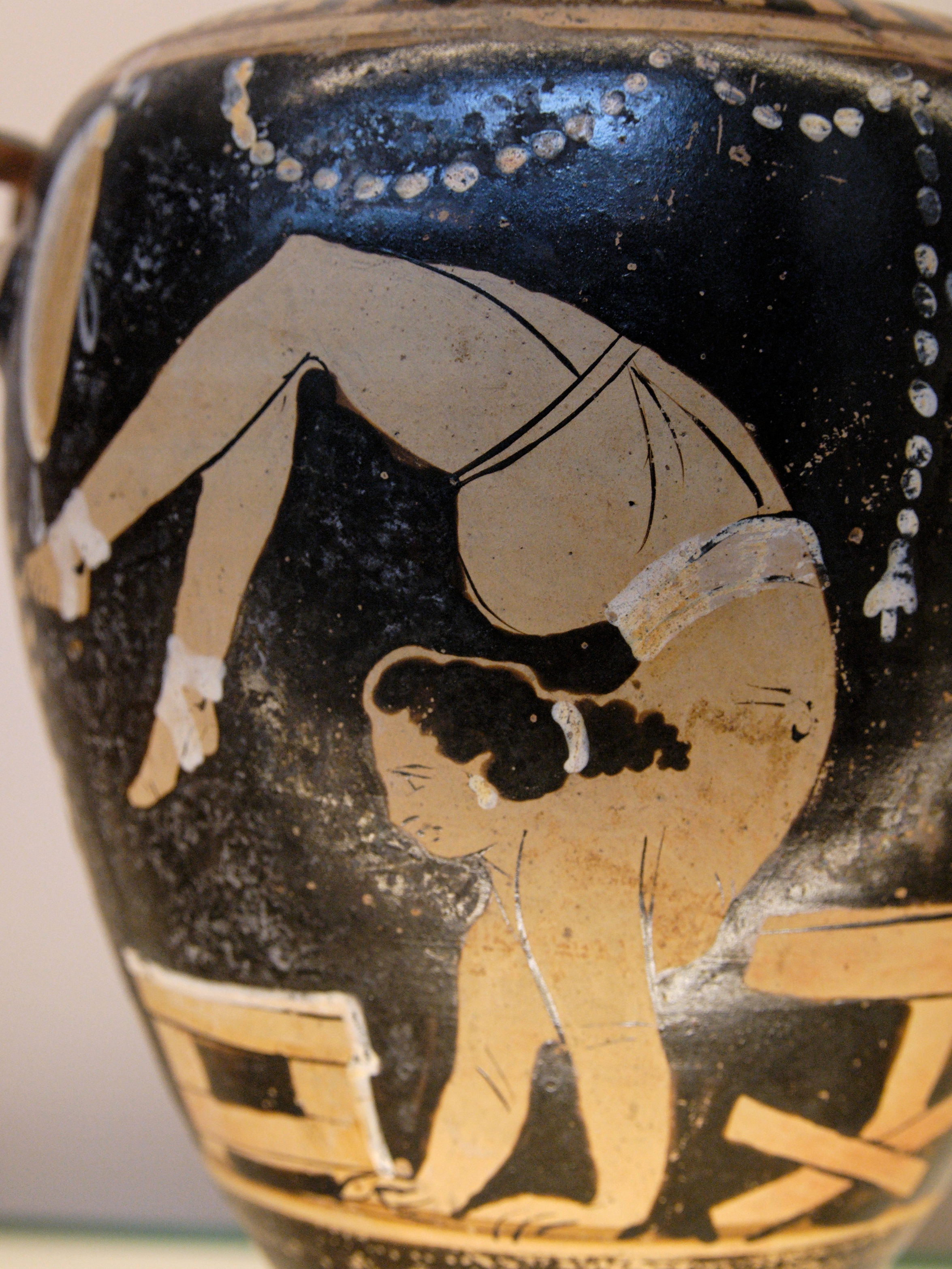
Acrobaat, ca. 340-330 v. Chr.
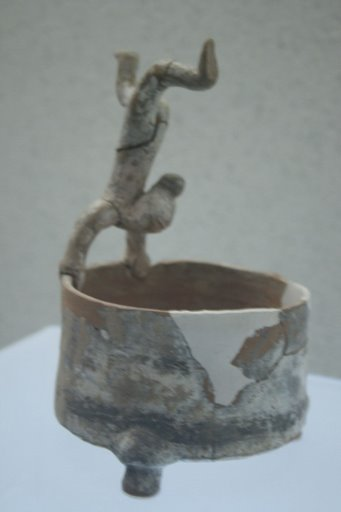
Acrobaat, Han-dynastie
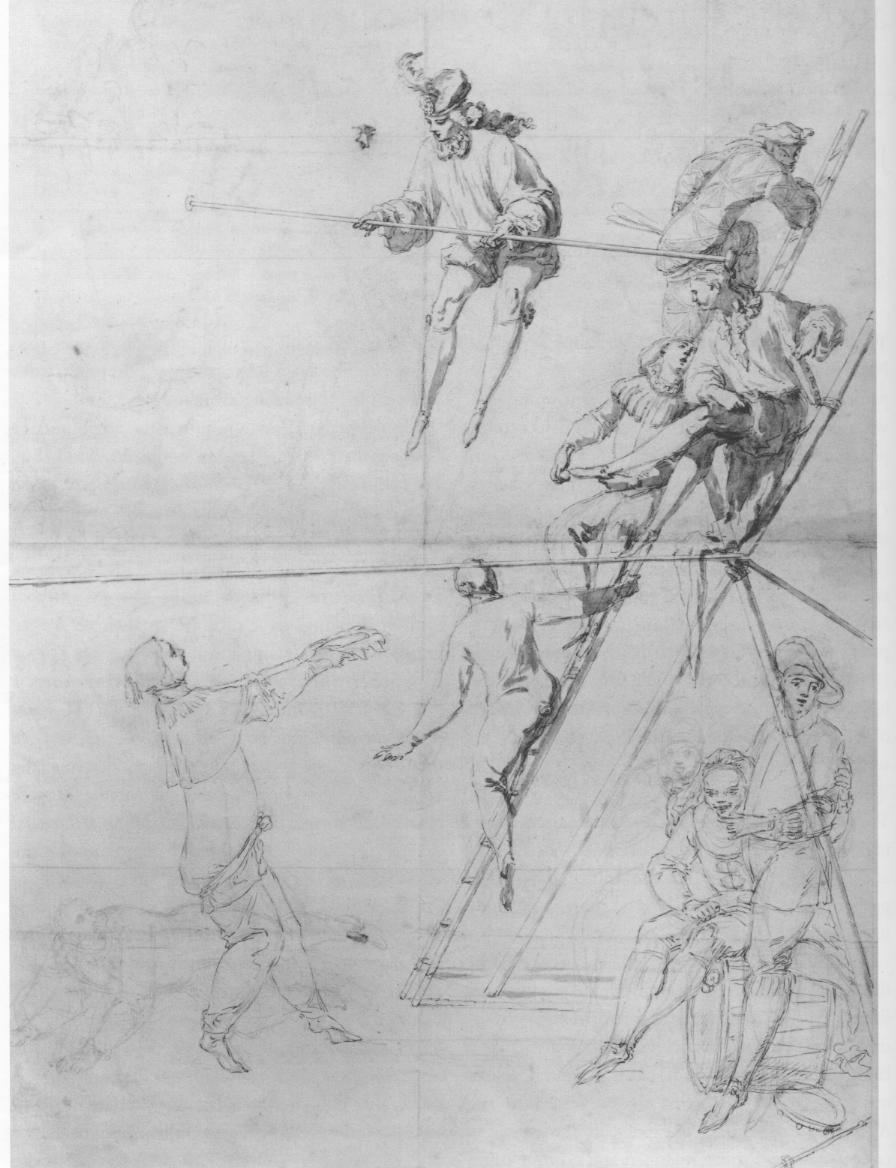
Acrobaten uit de Commedia dell'Arte
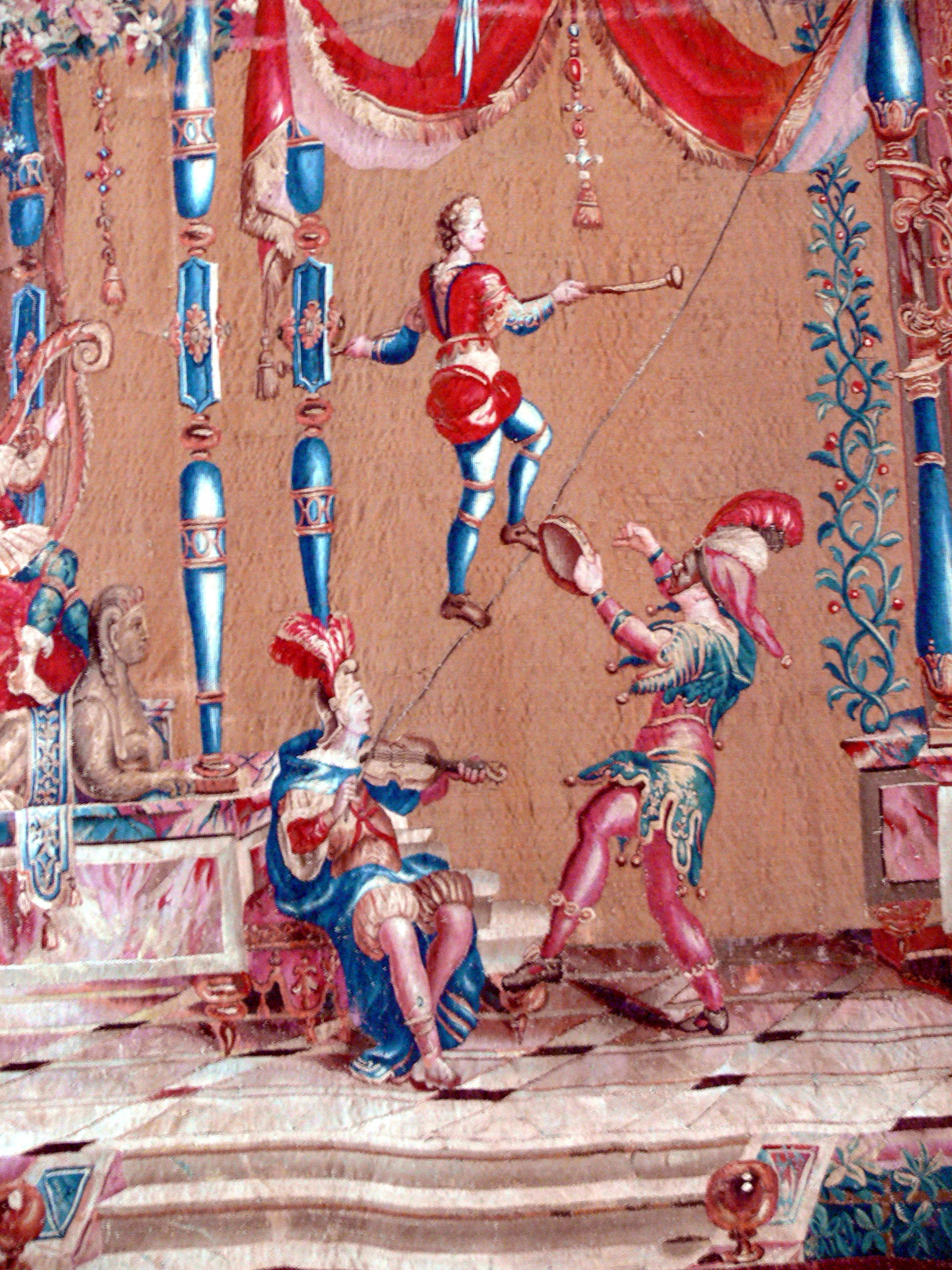
Acrobaat, 1600

## Bekende acrobaten
- The Crocksons